# フロム・ファーストビル
フロム・ファーストビルは、東京都港区南青山五丁目に所在する総合生活提案ビルである。

## 建築・総合プロデュース
浜野安宏がロケット博士の糸川英夫博士から太平洋炭鉱を紹介され、生活産業への転身を指導した。
生活産業を進める役目を担っていた太平洋興発を浜野商品研究所が全面的に指導した。
企業転身の第一ステージにFROM  1st を提案した。
1軒のお店も無かったみゆき通りに当時、土地を見つけた。
その当時は表参道には数軒の土産物屋しか無かった時代である。
新しいライフスタイルを提案するビルとしてFROM  1st が誕生したのである。
Work Live ・With Joy 合言葉にプロジェクトはスタートした。
今日、世界のストリートになるにはFROM  1st がスタートアップを担った。
山下和正が設計を担当。
外壁はレンガタイル仕上げで、細かなセットバックと、その上部に45度の傾斜をつけたハイサイドライトが特徴的である。建物内はスキップフロアや渡り廊下が入り組んだ回廊となっている。
青山通りの表参道駅の南東側、表参道交差点からみゆき通りを300mほど入った青南小学校真向かいの位置にある。フランス料理店「フィガロ」や今治タオル専門店、花屋、複数のハイブランドのブティックやジュエリーショップなどが入居する。本ビルの登場が、この界隈にファッションやインテリア関係のショップが増えた起爆剤となった。
開発所有は太平洋興発。釧路市を拠点にした炭鉱会社である。
2007年にDOCOMOMO Japanより日本におけるモダン・ムーブメントの建築に選定された。山下は、本ビルの設計により1976年に第28回日本建築学会賞作品賞を受賞している。

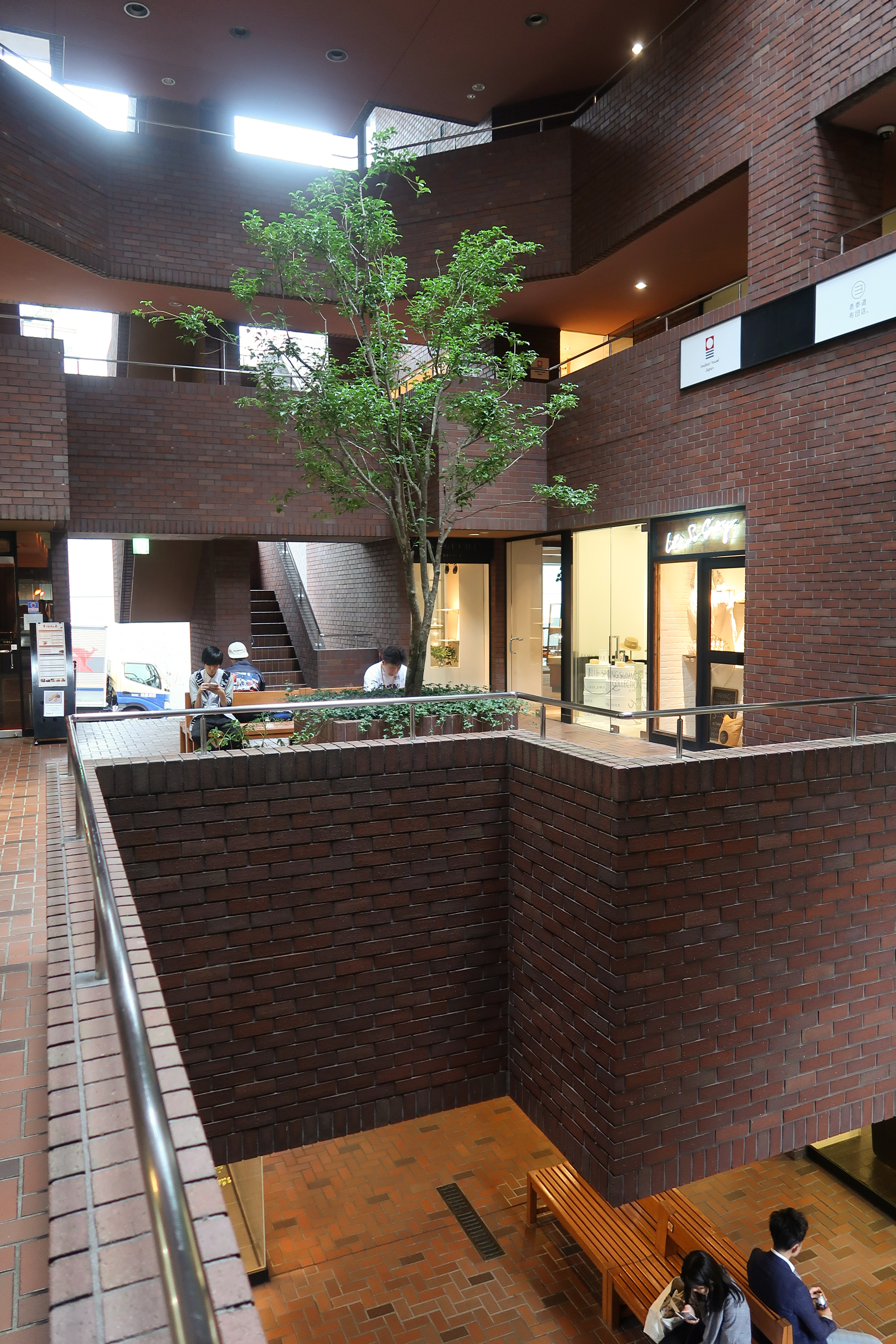
中庭
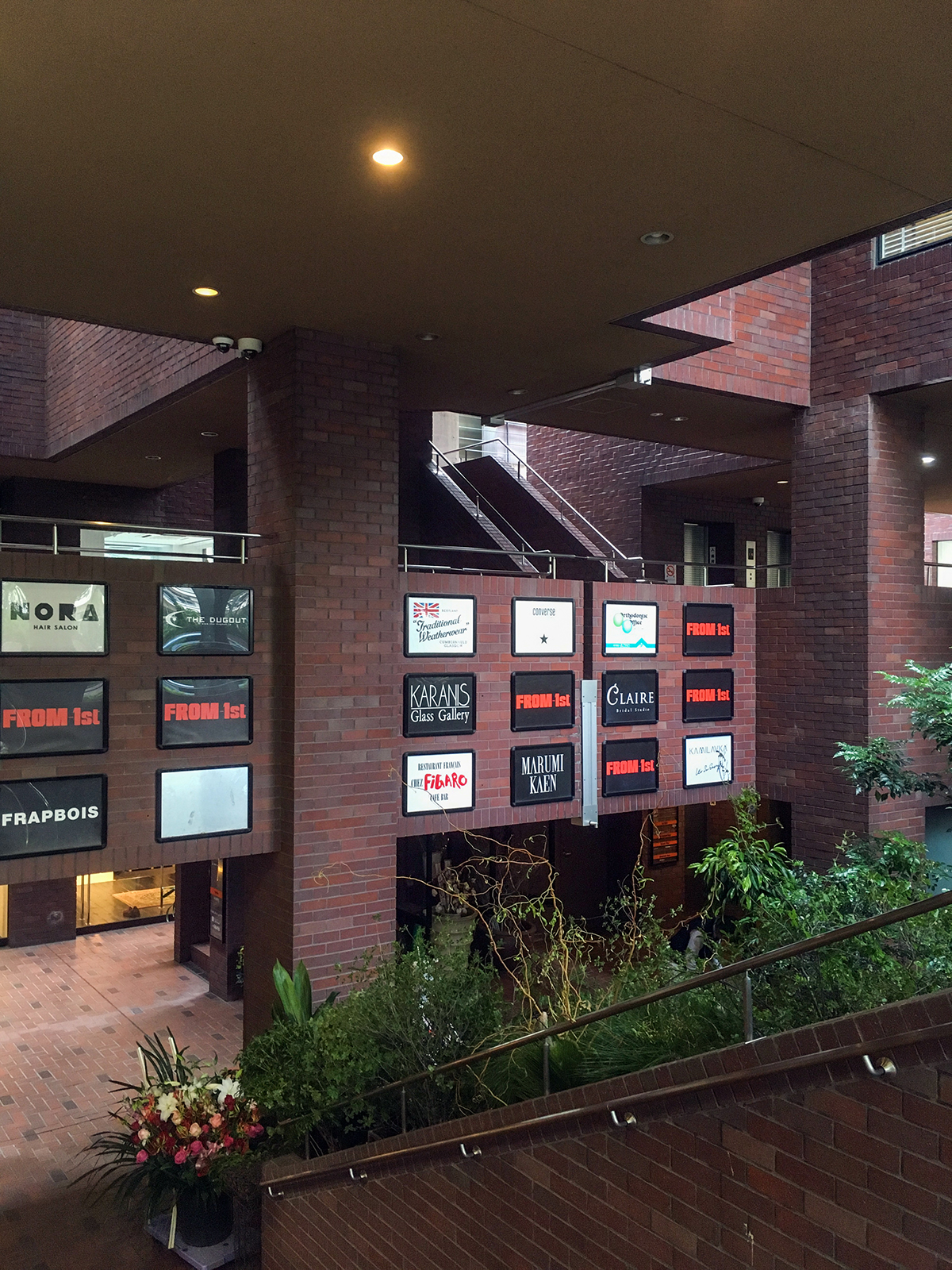
入口
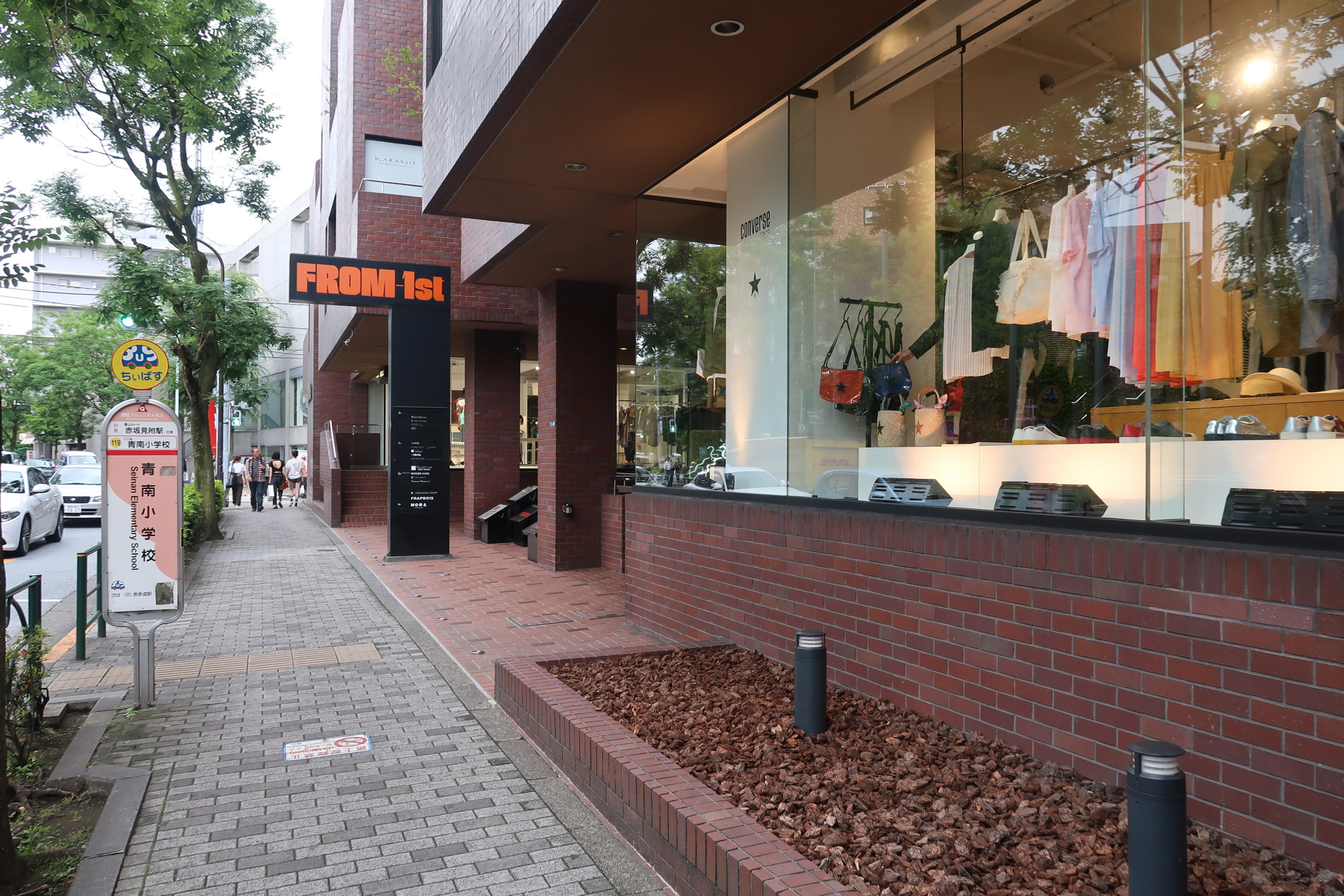

## ロケ地
- 『赤い絆』（1977-78年） - 山口百恵・国広富之主演ドラマ。1階フィガロ裏手角の店舗が志摩佐智子（夏純子）のブティックに用いられた。
- 『相棒』 - 水谷豊主演ドラマ。相棒season2 第4話「消える銃弾」（2003年）等の回で、フランス料理店「フィガロ」が撮影に用いられた。